# Phymatidium falcifolium
Phymatidium falcifolium é uma espécie de planta do gênero Phymatidium e da família Orchidaceae.  
A forma vegetativa de Phymatidium falcifolium, principalmente pelas folhas conduplicadas, longas e caudadas,
distribuídas em espiral densa ao longo do caule relativamente alongado, lembram
em seu conjunto pequenas Tillandsias (Bromeliaceae)
e de imediato o distinguem das outras espécies de Phymatidium. 

## Taxonomia
A espécie foi descrita em 1833 por John Lindley. 
Os seguintes sinônimos já foram catalogados:  
- Phymatidium lopesii  Ruschi
- Phymatidium tillandsioides  Barb.Rodr.

## Forma de vida
É uma espécie epífita e herbácea. 

## Descrição
Planta com cerca de 50 milímetros de altura e raízes glabras. Ela tem folhas bifaciais, acuminadas. Sua inflorescência é glabra. Ela tem flores com pedicelo glabro e ovário angular. Sépala dorsal oblongo-lanceolada ou elíptica, patente, aguda a obtusa. Sépalas laterais ovado a oblongo-lanceoladas ou elípticas, patentes, agudas a obtusas.
Pétalas oblongas, ovadas ou ovado-lanceoladas, patentes, agudas a obtusas. Labelo inteiro, oblongo, ovado ou obovado, obtuso; margens laterais deflexas, eroso-laceradas, margem frontal inteira, ondulada; disco provido de calosidade branca, ovada, cobrindo cerca de ¾ do labelo. Coluna levemente arqueada, desprovida de aurículas no ápice; rostelo curto, curvado para frente; cavidade estigmática pequena, ovado-lanceolada; tábula infraestigmática crassa, trilobada em vista dorsal, a porção central verde reluzente, os lóbulos laterais mais claros, voltados para cima em forma de aurículas grandes intumescidas; antera prolongada em bico muito curto, sem dentes laterais próximo ao ápice emarginado; polinário com estipe cuneado, truncado na região de inserção das polínias, viscídio oblongo. 
| Raiz                              | Raiz          |
| --------------------------------- | ------------- |
| superfície                        | glabra        |
| Caule                             |               |
| caule                             | conspícuo     |
| Folha                             |               |
| folha                             | bifacial      |
| forma                             | lanceolada    |
| Flor                              |               |
| coluna aurícula                   | ausente       |
| ornamentação da coluna aurícula   | não           |
| tábula infraestigmática da coluna | presente      |
| forma do labelo                   | oblongo       |
| labelo margem                     | irregular     |
| pétala                            | perpendicular |
| sépala dorsal                     | perpendicular |
| sépala lateral                    | perpendicular |

## Conservação
A espécie faz parte da Lista Vermelha das espécies ameaçadas do estado do Espírito Santo, no sudeste do Brasil. A lista foi publicada em 13 de junho de 2005 por intermédio do decreto estadual nº 1.499-R. 

## Distribuição
A espécie é encontrada nos estados brasileiros de Bahia, Espírito Santo, Paraná, Rio de Janeiro, Santa Catarina e São Paulo. 
Em termos ecológicos, é encontrada no domínio fitogeográfico de Mata Atlântica, em regiões com vegetação de mata ciliar, floresta ombrófila pluvial e mata de araucária.